# Szoraszim
Szoraszim (hebr. עשורשים; ang. Shorashim; pol. Korzenie) – wieś komunalna położona w Samorządzie Regionu Misgaw, w Dystrykcie Północnym, w Izraelu.

## Położenie
Wieś jest położona na wysokości 132 metrów n.p.m. w północno-zachodniej części Dolnej Galilei na północy Izraela. Leży u południowo-wschodniego podnóża wzgórza Har Gillon (367 m n.p.m.), które wznosi się pomiędzy Doliną Bet ha-Kerem i wadi strumienia Hilazon. Za wzgórzem położonym pod drugiej stronie wadi, rozpoczyna się Dolina Sachnin. Okoliczne wzgórza są w większości zalesione. W otoczeniu wsi Szoraszim znajdują się miasta Karmiel i Sachnin, miejscowości Sza’ab i Madżd al-Krum, kibuc Eszbal, moszaw Ja’ad, wsie komunalne Juwalim, Rakefet, Segew, Gilon i Curit, oraz arabska wieś Arab al-Na’im.
Szoraszim jest położona w Samorządzie Regionu Misgaw, w Poddystrykcie Akka, w Dystrykcie Północnym Izraela.

## Demografia
Stałymi mieszkańcami wsi są wyłącznie Żydzi. Tutejsza populacja jest mieszana, częściowo świecka i religijna (judaizm konserwatywny):

Źródło danych: Central Bureau of Statistics.

## Historia
Osada została założona w 1985 roku w ramach rządowego projektu Perspektywy Galilei, którego celem było wzmocnienie pozycji demograficznej społeczności żydowskiej na północy kraju. Grupa założycielska składała się z imigrantów ze Stanów Zjednoczonych i Kanady. Początkowo był to typowy rolniczy moszaw, który w 1993 roku został sprywatyzowany i przekształcony w wieś komunalną. Na początku XXI wieku w jej północnej części wybudowano nowe osiedle mieszkaniowe. Istnieją plany dalszej rozbudowy wsi.

## Edukacja
Wieś utrzymuje przedszkole. Starsze dzieci są dowożone do szkoły podstawowej w wiosce Gilon.

## Kultura i sport
W wiosce jest ośrodek kultury z biblioteką. Z obiektów sportowych, na południe od wsi jest boisko do piłki nożnej oraz siłownia.

## Infrastruktura
W wiosce jest przychodnia zdrowia, sklep wielobranżowy, synagoga oraz warsztat mechaniczny.

## Gospodarka
Lokalna gospodarka opiera się na działalności usługowej. Część mieszkańców dojeżdża do pracy w pobliskich strefach przemysłowych.

## Transport
Z wsi wyjeżdża się na południe na drogę nr 784, którą jadąc na północny wschód dojeżdża się do miasta Karmiel i drogi nr 85, lub jadąc na południe dojeżdża się do wsi Juwalim i skrzyżowania z drogą nr 805 przy mieście Sachnin.